# مارك باري
مارك باري (بالإنجليزية: Mark Barry) هو دراج بريطاني، ولد في 13 مايو 1964 في ليدز في المملكة المتحدة.

## وصلات خارجية
- مارك باري على موقع أرشيف الدراجات (الإنجليزية)
- مارك باري على موقع أوليمبيديا (الإنجليزية)